# Francisco Pareja de Alarcón
Francisco Pareja de Alarcón (Murcia, 1817-) fue un periodista y jurista español. 

## Biografía
Nacido en Murcia en abril de 1817, fue individuo de la Junta del Colegio de Abogados de Madrid, fundador de la Asociación Protectora de la prensa periódica y del Tribunal de Honor, vocal de la Comisión de Códigos y asesor del Ministerio de Fomento. Ya como director, redactor o colaborador, participó en publicaciones periódicas como El Mensajero del Pueblo (1839), El Español (1840), Boletín de Administración y Hacienda (1841), El Historiador (1844), El Novelero (1844), La Regeneración (1850), El Faro Nacional (1851), El Faro Político y Religioso (1853), La Época (1859-), La Justicia, continuación de El Faro Nacional (1865), El León Español (1866), Los Niños (1870-1877), El Bazar (1874), La Ilustración Católica y La Ilustración Española y Americana. Fue autor de obras como El abrazo de Vergara: reflexiones sobre la pasada revolución y la paz que se nos acerca (1839), además de opúsculos como La reconciliación de los partidos, y el porvenir de la España (1843), entre otras.